# Tower City (Pennsylvania)

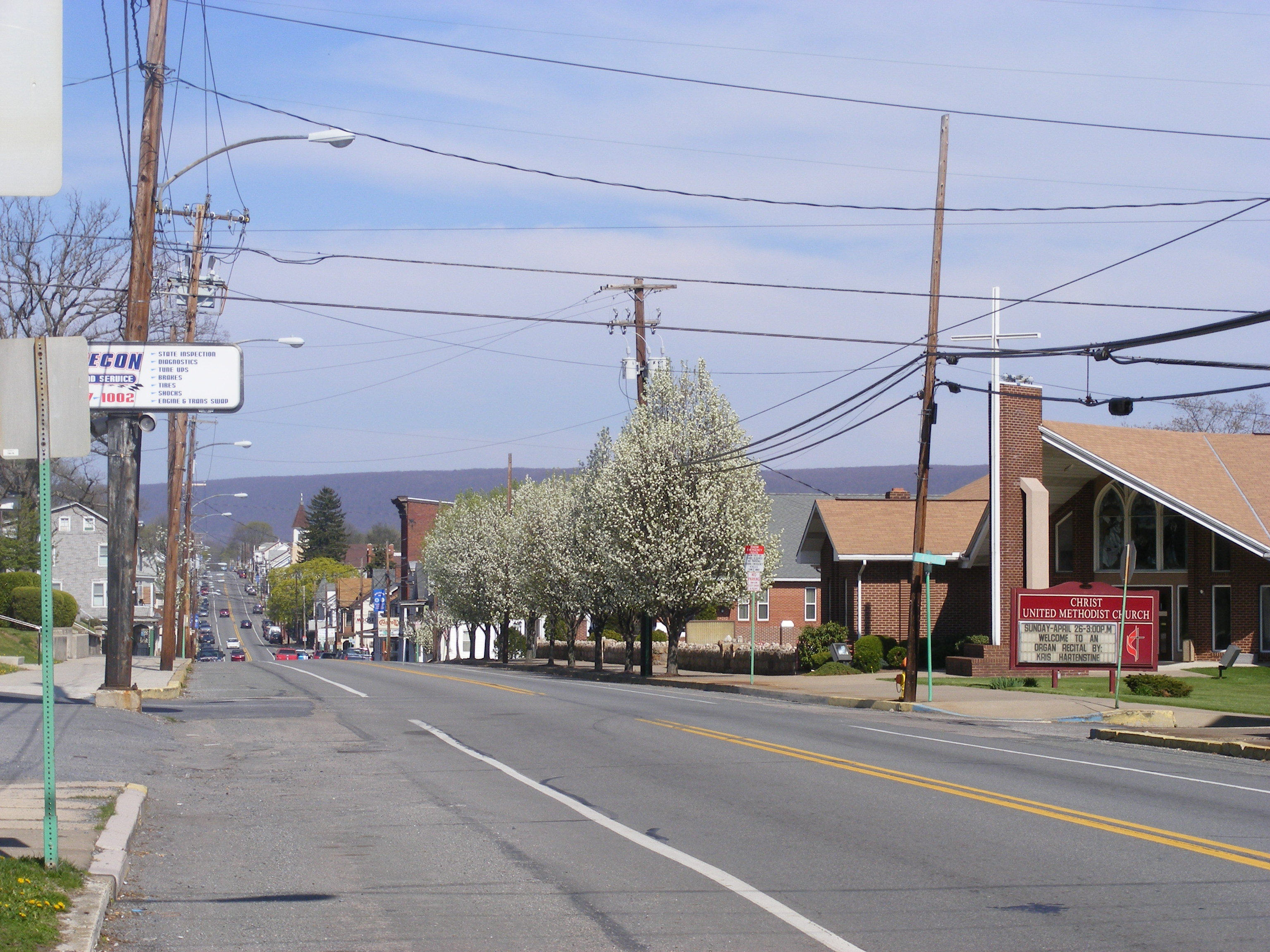
Tower City (Pennsylvania)

Tower City is een plaats (borough) in de Amerikaanse staat Pennsylvania, en valt bestuurlijk gezien onder Schuylkill County.

## Demografie
Bij de volkstelling in 2000 werd het aantal inwoners vastgesteld op 1396.
In 2006 is het aantal inwoners door het United States Census Bureau geschat op 1335, een daling van 61 (-4,4%).

## Geografie
Volgens het United States Census Bureau beslaat de plaats een oppervlakte van
0,8 km², geheel bestaande uit land. Tower City ligt op ongeveer 254 m boven zeeniveau.

## Plaatsen in de nabije omgeving
De onderstaande figuur toont nabijgelegen plaatsen in een straal van 16 km rond Tower City.